# Türkisch-Deutsche Universität

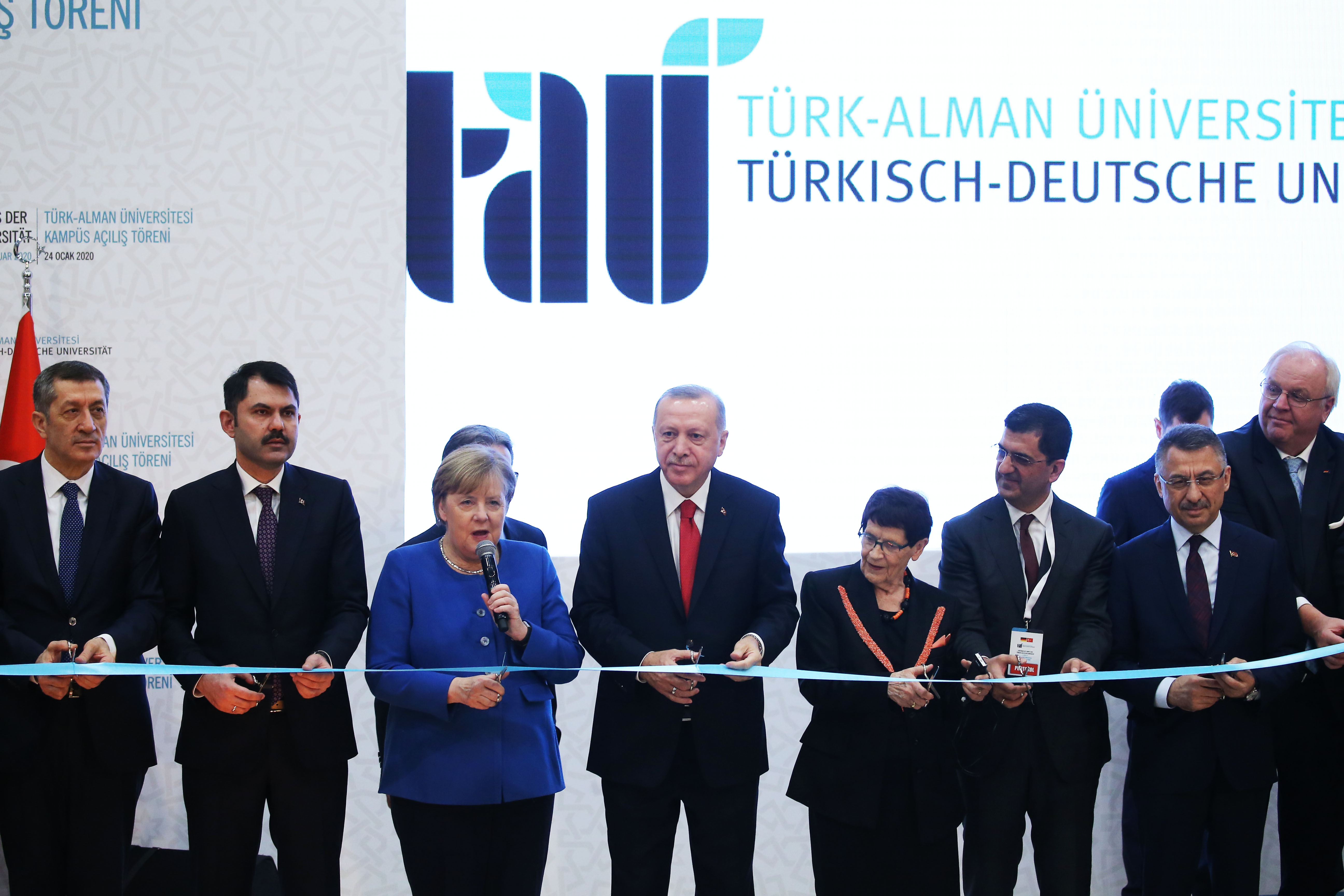
Angela Merkel, Recep Tayyip Erdoğan, Rita Süssmuth, Halil Akkanat

Die Türkisch-Deutsche Universität (kurz TDU; türkisch Türk-Alman Üniversitesi, kurz TAÜ) in Istanbul ist eine gemeinsam von der Republik Türkei und der Bundesrepublik Deutschland errichtete staatliche Universität. Der Campus der TDU liegt im Stadtteil Beykoz auf der asiatischen Seite des Bosporus. Die TDU befindet sich derzeit noch im Aufbau, wird aber die größte deutsche Auslandsuniversität sein.

## Geschichte

### Idee und Gründung
Bereits 1912 bildete sich in Berlin ein Ausschuss, dessen Ziel die Gründung einer deutsch-osmanischen Hochschule am Bosporus war. Die Idee zur Errichtung einer türkisch-deutschen Universität geht zurück auf das am 8. Mai 1957 abgeschlossene Kulturabkommen zwischen den Regierungen Deutschlands und der Türkei. Erste Pläne wurden in den 1990er Jahren unter der Kanzlerschaft Helmut Kohls zusammen mit Mesut Yılmaz entwickelt, konnten aber vor allem aus finanziellen Gründen (Lasten der deutschen Wiedervereinigung) nicht realisiert werden. Am 6. Dezember 2007 wurde ein Regierungsabkommen zwischen den beiden Ländern geschlossen. Am 30. Mai 2008 unterzeichneten der damalige türkische Außenminister Ali Babacan, der damalige deutsche Außenminister Frank-Walter Steinmeier sowie die damalige deutsche Bundesministerin für Bildung und Forschung Annette Schavan das Gründungsabkommen, als Bestandteil der bereits im September 2006 von Steinmeier und seinem damaligen Amtskollegen Abdullah Gül ins Leben gerufenen Ernst-Reuter-Initiative für kulturellen Dialog und Verständigung. Am 10. April 2010 wurde das Gesetz über die Gründung der Türkisch-Deutschen Universität im türkischen Staatsanzeiger veröffentlicht.
Im Juni 2009 wurde ein Konsortium aus zunächst 22 deutschen Hochschulen gegründet, das unter Federführung des Deutschen Akademischen Austauschdienstes (DAAD) die akademische Ausgestaltung der TDU mit dem auf türkischer Seite verantwortlichen Hochschulrat der Türkei abstimmt und die Einzelheiten der Gründung, des Betriebs, der Zulassung und der Finanzierung ausarbeitet. Zuletzt waren im Konsortium 39 Mitglieder vertreten (38 Hochschulen und der DAAD). Im Präsidium des Konsortiums sind sechs Universitäten vertreten, den Vorsitz hatte zunächst die frühere Bundestagspräsidentin Rita Süssmuth inne. 2025 wurde sie abgelöst von Sabine Kunst. Neben den universitären Partnern sollen sich auch private Stiftungen und Wirtschaftsunternehmen an der Planung beteiligen. Rechtlich unterliegt die Einrichtung türkischem Hochschulrecht.

### Grundsteinlegung
Die Grundsteinlegung der TDU erfolgte am 22. Oktober 2010 in Anwesenheit des deutschen Bundespräsidenten Christian Wulff und des türkischen Staatspräsidenten Abdullah Gül. Begonnen wurde zunächst mit vorbereitenden Sprachkursen, Seminaren und Workshops zur Qualifizierung von Nachwuchspersonal. Der reguläre Lehrbetrieb begann zum Wintersemester 2013/14 in provisorischen Gebäuden im Stadtteil Beykoz auf asiatischer Seite, in Richtung Schwarzes Meer gelegen, wo auch die endgültigen Universitätsgebäude entstehen sollen. Der Vollbetrieb mit bis zu 5.000 Studenten wird voraussichtlich erst nach einigen Jahren erreicht sein. Zum Studienjahr 2013/2014 begrüßte die Universität ihre ersten Studenten in den Bereichen Rechtswissenschaft, Betriebswirtschaftslehre und Mechatronik, mit einem Kontingent von jeweils 40 Studenten sowie fünf Studenten aus dem Ausland. Die feierliche Eröffnung der TDU fand am 28. April 2014 in Anwesenheit des deutschen Bundespräsidenten Joachim Gauck und des türkischen Staatspräsidenten Abdullah Gül statt. Bereits vor der Grundsteinlegung gab es auf der türkischen Seite Unstimmigkeiten bei der Auswahl des Rektors.

### Entlassungen 2016
Der ehemalige Beschäftigte und mittlerweile dauerhaft im Ausland lebende Politikwissenschaftler Mehmet Efe Caman wurde während seiner Forschung in Kanada im Januar 2016 durch die Universität per Brief verständigt, sein Büro sei aufgrund einer Unterzeichnung der Akademiker für den Frieden durchsucht worden. Caman wurde aus der Universität entlassen und währenddessen wurden die Pässe von ihm und seiner sich ebenfalls in Kanada befindenden Familie storniert.
Nach dem Putschversuch 2016 wurden weitere sechs Mitarbeiter entlassen, darunter ein Professor, zwei Assistenzprofessoren, ein wissenschaftlicher Mitarbeiter und eine Deutschlektorin. Auch zwei Dekane wurden ihres Amtes enthoben. Rektor Akkanat kritisierte die deutschen Partner und eine einseitige Kritisierung der Einschränkung von Wissenschaftsfreiheit. Wissenschaftler, die sich anonym besorgt über die Lage in ihrer Heimat äußerten, würden die Türkei nur schlechtmachen wollen. Die Soziologin Aslı Vatansever bemängelte, wenn die deutsche Seite keinen Einfluss darauf habe, wer dort entlassen würde, gehöre die Zusammenarbeit beendet.
Georg Schütte, der damalige Staatssekretär im Bundesministerium für Bildung und Forschung äußerte sich folgendermaßen:

„Das ist eine Gratwanderung, weil wir natürlich auch von Regierungsseite mit öffentlichen Geldern die Deutsch-Türkische Universität unterstützen. Wir sehen momentan, dass an der Deutsch-Türkischen Universität das akademische Leben noch weitgehend ungehindert weitergehen kann. Wir fragen uns aber, wie lange ist das noch möglich in einem Umfeld, in dem inzwischen in breiter Front Wissenschaftlerinnen und Wissenschaftler in der Türkei ihrer Arbeit nicht mehr nachgehen können.“

### Eröffnung des Campus und weitere Neuerungen
Bereits im Jahr 2017 wurde das „Forschungszentrum für Migration und Integration (TAGU)“ als ein fachspezifisches Forschungszentrum des Rektorats an der TAU gegründet. Im Januar 2020 eröffneten die deutsche Bundeskanzlerin Angela Merkel und der türkische Staatspräsident Recep Tayyip Erdoğan offiziell den Campus. Im selben Jahr waren 45 Lehrkräfte aus Deutschland an der Universität beschäftigt. Bereits im Jahr 2019 war auch das „Allianz Erdbeben- und Brandforschungszentrum“ auf dem Gelände der Universität eröffnet worden. Am 7. Juli 2021 wurde der erste Baustein des Technoparks im Bezirk Çekmeköy gelegt. Es stellt ein gemeinsames Projekt der Türkisch-Deutschen Universität und der Recep-Tayyip-Erdoğan-Universität dar. Im Dezember desselben Jahres wurde ein Büro der Deutschen Gesellschaft für Internationale Zusammenarbeit auf dem Campus eröffnet. Im Juli 2022 wurde das „Siemens Digital Industry Lab“ eröffnet, das Pionieringenieure auf dem Gebiet der Digitalen Automatisierung in der Türkei mit Trainingsprogrammen aus verschiedenen Bereichen ausbilden und infrastrukturell unterstützen soll.

### Ehrendoktorwürde
Im März 2022 bekamen die Präsidentin des Konsortiums, Rita Süssmuth, der ehemalige Präsident des türkischen Hochschulrats (YÖK) und jetziger Berater von Recep Tayyip Erdoğan, Yekta Sarac, und der ehemalige Gesamtkoordinator der TDU, Izzet Furgac, die Ehrendoktorwürde der Universität verliehen.

## Finanzierung
Die TDU wird gemeinsam von beiden Staaten finanziert, wobei die Türkei den größeren Anteil der Kosten übernimmt. Sie stellt das zwölf Hektar große Gelände (eine ehemalige Baumschule, die im Besitz des türkischen Landwirtschaftsministeriums war), errichtet und finanziert die Gebäude und die Infrastruktur und trägt die laufenden Kosten. Vom deutschen Bundesministerium für Bildung und Forschung finanziert werden die Dozenten und Lektoren, die Ausarbeitung der Curricula (Lehrpläne), der Aufbau eines Sprachlernzentrums, Zuschüsse zu Ortsgehältern, Stipendien sowie Fortbildungen. Von 2009 bis 2020 wurden von deutscher Seite rund 28 Millionen Euro investiert.

## Struktur
Die TDU ist eine staatliche Universität nach türkischem Recht. Rektor der Universität ist daher ein nach den nationalen Vorschriften bestimmter Türke. Zum Gründungsrektor ernannte Staatspräsident Abdullah Gül am 13. Oktober 2010 aus den drei Vorschlägen des türkischen Hochschulrates Ziya Şanal, bis dahin Professor an der Fakultät Bauingenieurwesen der Hochschule für angewandte Wissenschaften München. Dieser wurde von Halil Akkanat abgelöst, welcher auch als Gründungsdekan der Juristischen Fakultät der TDU fungierte. Akkanat wurde 2014 zum Rektor der TDU und im April 2018 für eine zweite Amtsperiode ernannt. Am 3. Juni 2022 wurde Akanat von Cemal Yıldız abgelöst.
Die TDU hat mit fünf Fakultäten, Schwerpunkt sind die Ingenieur- und Naturwissenschaften (in Klammern angegeben jeweils die für Aufbau und Betrieb der Forschungsbereiche und Studiengänge federführende der sechs Universitäten im deutschen Hochschulkonsortium):
- Ingenieurwissenschaften (Technische Universität Berlin)
- Naturwissenschaften (Universität Potsdam)
- Rechtswissenschaften (Freie Universität Berlin)
- Wirtschafts- und Verwaltungswissenschaften (Universität zu Köln in Kooperation mit Universität Münster)
- Kultur- und Sozialwissenschaften (Universität Heidelberg)

Hinzu kommt ein Zentrum für Fremdsprachen (Universität Bielefeld). Verantwortlich für den Aufbau ist Uwe Koreik, Leiterin des Sprachenzentrums war bis Juni 2022 Aysel Uzuntaş, die von Leyla Coşan abgelöst wurde.
Zugangsvoraussetzung ist für Schüler aus der Türkei die im Land obligatorische zentrale Aufnahmeprüfung (Öğrenci Seçme Sınavı; an den Oberschulen der Türkei gibt es keine dem deutschen Abitur vergleichbare Abschlussprüfung). Für die Absolventen deutscher Schulen soll das Reifezeugnis über die Allgemeine Hochschulreife genügen, die offizielle Anerkennung steht bislang jedoch noch aus.
Die Studiengänge sind interkulturell ausgerichtet. Unterrichtssprache soll ganz überwiegend Deutsch sein, in einigen Kursen auch Türkisch und Englisch. Daher ist geplant, dass die Studenten Absolventen solcher türkischer Oberschulen sind, die in Deutsch unterrichten (zum Beispiel das İstanbul Lisesi, die Deutsche Schule Istanbul und das Österreichische Sankt Georgs-Kolleg Istanbul) oder deutsche Lehrprogramme anbieten, sowie deutsche und türkischstämmige Absolventen von Gymnasien in Deutschland. Prinzipiell ist die Universität aber international offen. Für die Studenten werden deutsche Sprachkurse angeboten, sowie die Möglichkeit, einige Semester in Deutschland zu absolvieren. Weitere Merkmale der Universität sollen der enge wissenschaftliche Austausch mit deutschen Universitäten und eine intensive Kooperation mit türkischen und deutschen Unternehmen sein.
Die Absolventen sollen einen in beiden Ländern anerkannten gemeinsamen Abschluss der TDU oder einen Doppelabschluss bekommen können; vorgesehen sind Bachelor, Master und Promotion (Ph.D.). Diese Abschlüsse sowie die Lehrpläne und deren Qualitätssicherung orientieren sich am Bologna-Prozess.
An der Universität gibt es auch Studierendenklubs, wie zum Beispiel einen Tanzclub, einen Informatikclub, einen Theaterclub, einen Fotografklub, oder einen Kinoclub.
Im März 2022, bei einem Gespräch mit Bundeskanzler Olaf Scholz, schlug Erdoğan die Etablierung einer theologischen Fakultät an der TDU vor. Die Hochschule könne, seiner Meinung nach, dort Theologen ausbilden und diese in den Moscheen in Deutschland beschäftigen. Anfang Juni 2022 beschloss Erdoğan per Dekret die Gründung einer theologischen Fakultät, die es bisher allerdings noch nicht gibt.

## Kritik
Im Jahr 2019 wurde Kritik laut an dem Konzept der Vorbereitungsklassen, in denen von den Studierenden Deutsch in nur 8 Monaten auf B2-C1 Niveau gelernt werden soll, um dann mit dem Hauptstudium zu beginnen. Von 467 Studierenden schafften gerade mal 24 Studierende die neu eingeführte TestDaF-Prüfung.
Im Februar 2021 wurde bekannt, dass der an der Universität lehrende und für die der neoosmanischen Regierungspartei AKP nahestehenden Akşam-Zeitung arbeitende Taceddin Kutay kontinuierlich rassistische und homophobe Tweets verfasst. Dies wurde massiv durch die Studierendenschaft skandalisiert. Die Universität beschäftigt auch Enes Bayraklı, Mitautor des umstrittenen Islamophobia Reports, der von der SETA-Stiftung herausgegeben wird, welche ebenfalls der AKP nahesteht. Auf Druck der Bundesregierung eröffnete die Universität ein Disziplinarverfahren. Der Dozent wurde jedoch weiterhin beschäftigt, zuletzt im August 2021 bei einer Einführungsveranstaltung für potentielle Studierende.
Am 7. Mai 2021 veröffentlichten die Social-Media-Accounts der Universität eine Erklärung, dass ein Verfahren durch die Universität gegen den an der TDU angestellten Wissenschaftler Murat Erdoğan wegen Präsidentenbeleidigung eingeleitet wurde. Studierende der Universität und Akademiker in Deutschland protestierten gegen diese Entscheidung. Der Politologe Burak Copur kritisierte das Vorgehen der Universität und bezeichnete die Universität als eine „politisierte Lobbyeinrichtung des Erdogan-Regimes“. Der Vizepräsident für Internationales und Fundraising von der Potsdamer Uni, Florian J. Schweigert, sagte mit Hinblick auf den Vorfall, die Freiheit von Lehre und Forschung sei ein sehr hohes Gut, dies zu bewahren und zu schützen sei ein wesentliches Element für die erfolgreiche Zusammenarbeit zwischen akademischen Partnern. Die Politikerin Claudia Roth und der Politiker Kai Gehring forderte die Bundesregierung auf, klar Stellung zu beziehen, um Schaden von der TDU abzuwenden. Der Rektor Akkanat verteidigte das Vorgehen. Andreas Görgen vom Auswärtigen Amt betonte, seine Behörde werde nicht eingreifen, weil es in dem Fall um einen türkischen Wissenschaftler ginge.
Am 26. Mai 2022 protestierten Studierende vor dem Gebäude des Rektors gegen die Absage des jährlichen Frühlingsfestes. Sie warfen dem Rektorat dabei unter anderem vor, die Studierendenschaft auch schon bei anderen Veranstaltungen nicht genügend unterstützt zu haben. Veranstaltungen der AKP auf dem Campusgelände seien jedoch im Gegenzug zügig von der Verwaltung genehmigt worden.
Der Lehrbeauftragte im Centrum für Religionswissenschaftliche Studien an der Ruhr-Universität Bochum Volker Beck sagte, es dürfe keine Unterstützung für eine mögliche theologische Fakultät an der TDU geben. Das Bundesministerium für Bildung und Forschung zeigte sich überrascht über das präsidiale Dekret aus Ankara bezüglich einer theologischen Fakultät. Darüber könne nur der paritätisch zusammengesetzte deutsch-türkische Lenkungsausschuss entscheiden, der sich damit jedoch noch nicht befasst habe.
Im April 2023 erlaubte das Rektorat einem Studentenclub während des Ramadans eine Iftar Veranstaltung auf dem Universitätsgelände durchzuführen, bei der Frauen und Männer getrennt saßen. Eine unangemeldete Veranstaltung von Studierenden für denselben Tag und dieselbe Uhrzeit, bei der Männer und Frauen zusammen feiern, wurde nicht zugelassen. Dies wurde von einigen Studierenden kritisiert.